# Teucholabis witteana
Teucholabis witteana är en tvåvingeart som beskrevs av Alexander 1956. Teucholabis witteana ingår i släktet Teucholabis och familjen småharkrankar. Inga underarter finns listade i Catalogue of Life.